# Národní park Americká Samoa
Národní park Americká Samoa (anglicky  National Park of American Samoa) je národní park na jihu Oceánie, v Americké Samoi.  Leží zhruba uprostřed mezi Havají a Novým Zélandem, jde tak o nejodlehlejší národní park USA. Národní park se rozkládá na ostrovech Tutuila, Ofu, a Ta‘ū, které tvoří východní část Samojského souostroví. Park má rozlohu 55 km2 a byl založen v roce 1988. Národní park tvoří tropické deštné lesy, mlžné deštné lesy, korálové útesy a až třetina původní endemické flory a fauny.